# Cięcina (gromada)
Cięcina – dawna gromada, czyli najmniejsza jednostka podziału terytorialnego Polskiej Rzeczypospolitej Ludowej w latach 1954–1972.
Gromady, z gromadzkimi radami narodowymi (GRN) jako organami władzy najniższego stopnia na wsi, funkcjonowały od reformy reorganizującej administrację wiejską przeprowadzonej jesienią 1954 do momentu ich zniesienia z dniem 1 stycznia 1973, tym samym wypierając organizację gminną w latach 1954–1972.
Gromadę Cięcina z siedzibą GRN w Cięcinie utworzono – jako jedną z 8759 gromad na obszarze Polski – w powiecie żywieckim w woj. krakowskim, na mocy uchwały nr 32/IV/54 WRN w Krakowie z dnia 6 października 1954. W skład jednostki weszły obszary dotychczasowych gromad Cięcina i Brzuśnik ze zniesionej gminy Cięcina oraz przysiółek Juraszki  z dotychczasowej gromady Radziechowy ze zniesionej gminy Zabłocie w tymże powiecie. Dla gromady ustalono 27 członków gromadzkiej rady narodowej.
30 czerwca 1960 z gromady Cięcina wyłączono wieś Brzuśnik włączając ją do gromady Wieprz.
Gromada przetrwała do końca 1972 roku, czyli do kolejnej reformy gminnej.